# Điện Bàn
Điện Bàn est une ville de niveau district rural de la province de Quảng Nam, dans la région de la Côte centrale du Sud du Viêt Nam.

## Géographie
Le district a une superficie de 214,7 km2.
Le chef-lieu du district est Vĩnh Điện. 